# Spiceland (Indiana)
Spiceland – miasto w Stanach Zjednoczonych, w stanie Indiana, w hrabstwie Henry.